# Distrito Escolar U-46
El Distrito Escolar U-46 de Illinois (Illinois School District U-46) es un distrito escolar de Illinois. Tiene su sede en el U-46 Educational Services Center en Elgin. Con una superficie de 90 millas cuadradas, el distrito sirve partes de once localidades en el área metropolitana de Chicago. El área de U-46 tiene localidades en los condados de Cook, DuPage, y Kane. U-46 tiene 40.000 estudiantes.